# Methuen (maison d'édition)
Pour les articles homonymes, voir Methuen.
Methuen est une maison d'édition britannique.

## Histoire
Methuen & Co. est fondée en 1889 par Algernon Methuen (1856-1924). Initialement dans l'enseignement, Algernon Methuen commence à publier et à commercialiser ses propres manuels scolaires sous l'étiquette Methuen and Co.
En 1892, le premier succès de l'entreprise est la publication des Barrack-Room Ballads (en) de Rudyard Kipling. La société croît rapidement en publiant les œuvres de Marie Corelli, Hilaire Belloc, Robert Louis Stevenson et Oscar Wilde (De Profundis, 1905), Joseph Conrad, mais aussi Edgar Rice Burroughs (Tarzan seigneur de la jungle).
En 1910, l'affaire est convertie en société à responsabilité limitée avec E. V. Lucas et G. E. Webster. En 1920, l'entreprise publie la traduction anglaise de La Théorie de la relativité restreinte et généralisée mise à la portée de tous d'Albert Einstein. Avant 1920, parmi les auteurs édités figurent : Anthony Hope, G. K. Chesterton, Henry James, D. H. Lawrence, T. S. Eliot, Ruth Manning-Sanders (en) et la série des Arden Shakespeare (en).
En 1924, E. V. Lucas succède à Algernon Methuen comme président et dirige l'entreprise jusqu'à sa mort en 1928. En plus de son rôle exécutif, il est aussi un lecteur de l'entreprise et fait publier Enid Blyton, P. G. Wodehouse, Pearl S. Buck et Maurice Maeterlinck.